# Phaeocytostroma sacchari
Phaeocytostroma sacchari är en svampart som först beskrevs av Ellis & Everh., och fick sitt nu gällande namn av B. Sutton 1964. Phaeocytostroma sacchari ingår i släktet Phaeocytostroma, divisionen sporsäcksvampar och riket svampar.   Inga underarter finns listade i Catalogue of Life.